# 丁程政
丁程政（1927年12月17日—），也譯作丁程正、丁鄭政，律師，越南共和國官員、外交官，曾任越南共和國心理戰部長、新聞與招撫部長和越南共和國駐泰國大使等職務。

## 生平
1927年12月17日，丁程政出生於越南北部河內。:128
第一次印度支那戰爭期間，丁程政爲越盟游擊隊成員。1945年，丁程政就讀於永安革命軍政學校（安沛陸軍學校的前身）。:1281946年，就讀位於越南北部安沛的陳國峻陸軍學校。:1281949年，赴香港就讀於商科學校。:1281955年畢業於河內法學院，同年前往密蘇里大學學習新聞、廣播與電視專業。:128
1959年至1962年，丁程正擔任老撾皇家政府新聞與外交部顧問。:128
1965年，丁程正出任潘輝括內閣心理戰部長。:128
1966年，丁程正出任阮高祺內閣新聞部長，:128同年改任總理辦公室國務員，至1967年。:128
1967年2月至1970年，丁程正出任越南共和國駐泰王國大使。:129
1970年至1971年，擔任大叻大学院新聞系講師，後在西貢上訴法庭擔任律師。:128

## 個人生活
根據1974年出版的《越南名人錄》，丁程政已婚，有六個子女。:128